# Bill Hinton
William Frederick Weston Hinton (25 tháng 12 năm 1895 – 1976) là một cầu thủ bóng đá người Anh thi đấu cho Swindon Town, Bolton Wanderers, Tottenham Hotspur.

## Sự nghiệp bóng đá
Hinton gia nhập câu lạc bộ địa phương Swindon Town nhưng không được ra sân ở đội một. Năm 1920 thủ môn này gia nhập Bolton Wanderers thi đấu 34 trận giai đoạn 1920–23. Hinton ký hợp đồng với Tottenham Hotspur năm 1924 nơi ông có 64 trận trên mọi đấu trường cho Lilywhites. Sau khi rời White Hart Lane ông trở lại Swindon Town năm 1928 nơi kết thúc sự nghiệp.